# زيت اللافندر

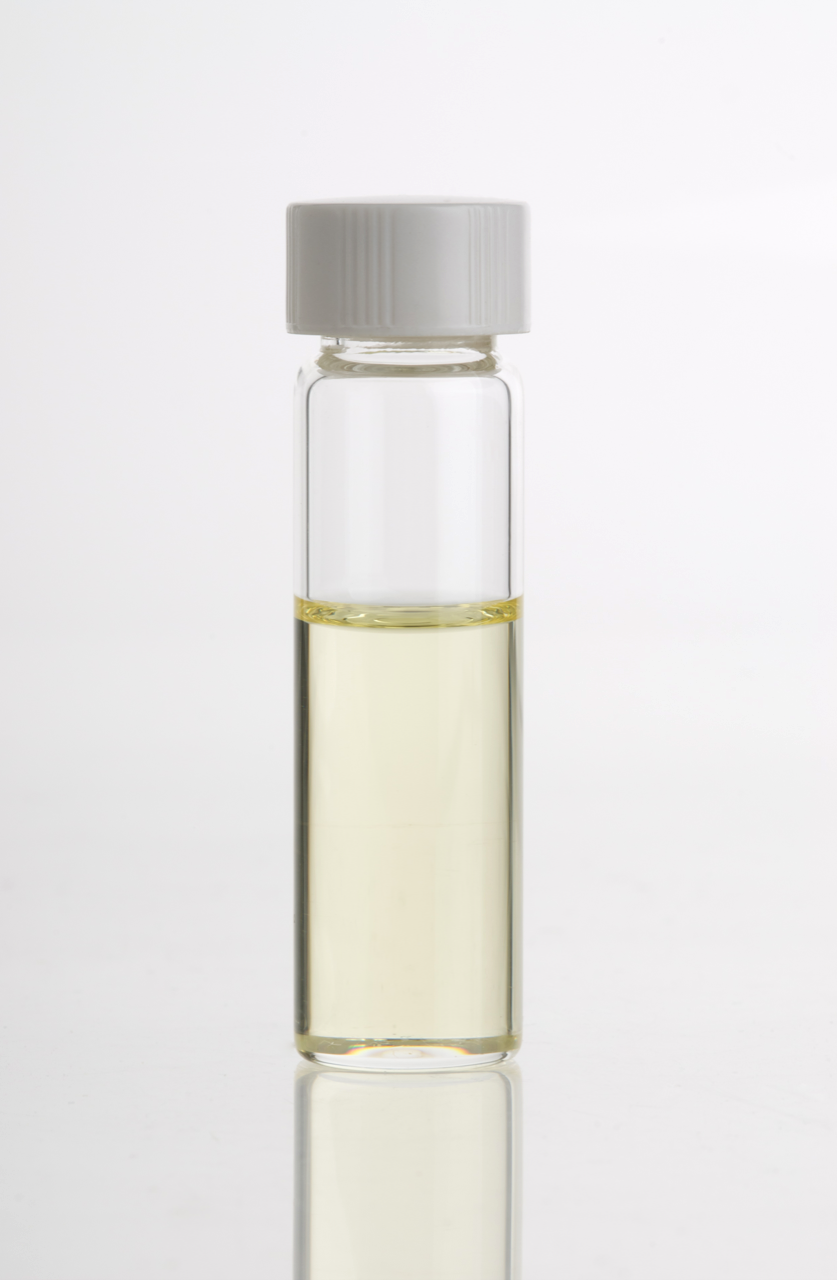
زيت اللافندر العطري النقي

زيت اللافندر هو الزيت المستخرج من زهور نبات الخزامى أو اللافندر وهو زيت عطري ذو رائحة هادئة ويستخدم بشكل أساسي في صناعة العطور.
يستخدم زيت اللافندر أيضا في مستحضرات التجميل المختلفة، كما أنه من الزيوت المستخدمة بكثرة في أروماثيرابي (طب الروائح).

## صحياً
يستخدم زيت اللافندر  في العديد من الاستخدامات الطبية مثل تهدئة الجهاز العصبي والتغلب على الأرق والإجهاد وتخفيف الألم وتحسين التركيز والعناية بالبشرة والشعر وغيرها من الاستخدامات.